# 路易菲利普高原
63°36′S 58°21′W / 63.600°S 58.350°W
路易菲利普高原是南極洲的高原，位於特里尼蒂半島中部，長20公里、寬9公里，最高點海拔高度1,370米，以法國國王路易-菲利普一世命名。